# Hexachloroplatičitan draselný
Hexachloroplatičitan draselný je anorganická sloučenina se vzorcem K2PtCl6. Sloučenina obsahuje hexachloroplatičitanový dianion s oktaedrickou geometrií.
Srážení této sloučeniny z roztoků kyseliny hexachloroplatičité se používalo ke gravimetrickému stanovení draslíku.
Hexachloroplatičitan draselný je také meziproduktem při získávání platiny z odpadů.

## Reakce
S využitím podvojné záměny lze hexachloroplatičitan draselný na kvartérní amoniové sloučeniny a podobné lipofilní soli; například tetrabutylamonnou sůl (NBu4)2PtCl6, nazývanou Lukevicsův katalyzátor.
Redukcí hexachloroplatičitanu draselného dihydrochloridem hydrazinu vzniká tetrachloroplatnatan draselný.